# حق التصويت للأجانب

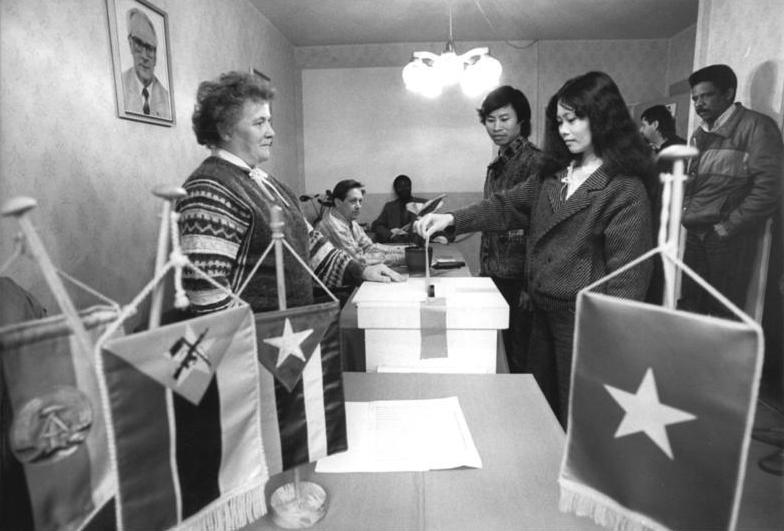
حق التصويت

في بعض البلدان، الحق في التصويت والإستحقاق به، مقيد بشرط حيازة جنسية البلد المعني، وبعض الدول الأخرى، يوجد لديها أسباب مختلفة تتراوح بين المبدأ الثوري الأمريكي "no taxation without representation" (لا ضرائب بدون تمثيل) وبين جنسية تتخطى الحدود الوطنية، وأيضا عن طريق تشجيع الهجرة إلى المناطق الجديدة (الأمريكية الغربية في القرن التاسع عشر)، وهي في درجات متفاوتة في ظروف مختلفة وهذه الحقوق هي لبعض أو كل السكان الأجانب على أراضي الدولة المعنية.

فرضت معاهدة ماستريخت (معاهدة الاتحاد الأوروبي)، التي صدرت في عام 1992، المعاملة بالمثل في حق التصويت بين الدول الأعضاء في الاتحاد الأوروبي، (مثلا الانتخابات المحلية) ولكن هذا الشرط موجود ومفعّل في انتخابات البرلمان الأوروبي.

في عدة بلدان أوروبية، بدأت المناقشات بشأن مسألة حقوق التصويت للأجانب  ولذلك أصبح هذا منعطفا جديدا، حيث أن بعض المقيمين الأجانب لديهم الآن الحق التصويت في البلدان الأوروبية، وليس الكل. لوكسمبورغ، وبلجيكا، وقبلهم ليتوانيا وسلوفينيا، هم الآن يفعّل هذا الحق عندهم بطرق مختلفة لجميع المقيمين الأجانب، والذي سبقتهم فيه كل من السويد والدنمارك وفنلندا وهولندا.

النقاش في هذا الموضوع موجود أيضا في الولايات المتحدة، حيث حوالي عشرين ولاية وإقليم قد اعترفت منذ عقود على حق التصويت للأجانب، كان آخرها قد ألغي في ولاية أركنساس في عام 1926.

الدستور في ولاية ماريلاند يعطي البلديات الإستقلالية في إتخاذ القرار في هذه المسألة، والعديد من المدن ناقشت هذا الموضوع ومنهم ""حديقة تاكوما"" (000 17 نسمة) سنة 1991. وكذلك كل من المدينتين «أمهيرست» و «كامبريدج» من ولاية ماساتشوستس، أرادتا أن يفعلا الشيء نفسه في عام 1998 ولكن تم حظرها من قبل الجمعية في هذه الولاية.

كما تم عرض عدد من المقترحات التشريعية في كل من ولاية تكساس (حيث كان الحق قائما حتى 1921) وولاية كاليفورنيا، وكذلك يوجد العديد من السياسيين الموافقين والداعمين لهده الفكرة في ولاية نيويورك.

في سويسرا والتي هي بلد فدرالي، بعض الكيانات الاتحادية لها السلطة في اتخاذ مثل هذا القرار، لذلك هناك خمسة محافظات تعترف بحق الأجانب في التصويت، وثلاثة آخرين هم كانتون أبينزيل أوسيرهودن، وكانتون غراوبوندن، وكانتون مدينة بازل أبقوا إتخاد القرار في يد البلديات أي لكل بلدية الحق في تشريع ما تريد بالنسبة لهذ الحق. وهناك إستفتاءات عقدت في بلديات أخرى بشأن هذا الموضوع، ولكن لم تفلح.

و قد أصدر البرلمان الأوروبي، ومجلس أوروبا، ومؤتمر دول بحر البلطيق عديد التوصيات لإدخال حق التصويت والإستحقاق به لجميع المقيمين الأجانب في الانتخابات المحلية للبلدان المعنية. اتفاقية مشاركة الأجانب في الحياة العامة قد فتحت من قبل مجلس أوروبا للتوقيع والتصديق منذ 5 فبراير 1992.

## الأسلاف في القرون الماضية

### دستور مونتانيار 1793
شهدت المادة 4 من دستور العام الأول بتاريخ 24 يونيو 1793 (لم يستخدم قط) منح الجنسية لكل أجنبي أي ""الذي يقطن في فرنسا لمدة عام، ويعمل فيها، أو يسكن، أو يتزوج من فرنسية، أو يتبنى طفل فرنسي، أو يطعم مسكين وكبير في العمر، وأخيرا، بعد أن استحق أي أجنبي هذه الميزة سيتم الحكم عليه من قبل الهيئة التشريعية لإستحقاقها عن جدارة ولإنسانيته"".

### كانتون نيوشاتل
اعترفت كانتون نيوشاتل السويسرية منذ عام 1850 الحق في التصويت، ولكن ليس باستحقاق للمقيمين الأجانب في الانتخابات المحلية. ويجب الذكر أنه في القرن التاسع عشر لم يكن الحق في التصويت والإستحقاق به مضمونا تلقائيا للمواطنين من كانتون إلى كانتون أخرى يعني من بلدية إلى أخرى.

### الولايات المتحدة
يختلف الحق في التصويت للأجانب في الولايات المتحدة من ولاية إلى ولاية أخرى علما وأن بداية النقاش في هذا الحق وتنفيذه وإلغائه في بعض الولايات قد بدأ منذ 1820.

## تطبيقات معاصرة لحق تصويت الأجانب

### الأرجنتين
حق التصويت (بما في ذلك الأجانب) موجود في الانتخابات البلدية والمحلية في المحافظات وفي بوينس آيرس.

### كندا
حق التصويت على المستوى الفدرالي هو أساسا محصور للمواطنين الكنديين.
- مقاطعة كولومبيا البريطانية:

قانون الانتخاب المعدل في 1984 (بيل 20) وضع حد لإمكانية الرعايا البريطانيين للتسجيل في قوائم الناخبين، والمطلوب الآن الجنسية الكندية في التصويت، كما هو الحال في جميع المحافظات الأخرى تقريبا وكذلك الاتحادية منها.
- مقاطعة نيو برونزويك:

بموجب قانون الانتخابات، يجب على الناخب أن يكون مواطنا كنديا أو مقيما بريطانيا في المحافظة منذ قبل 1 يناير 1979 (هذا الشرط لا يوجد في قانون الانتخابات البلدية). إذا يجوز للناخب التسجيل على قائمة واحدة فقط، وذلك بسبب شرط المواطنة وكصفات الناخب، إستحقاق الناخبين تختلف بين القوانين المحلية والبلدية. 
قانون الانتخابات البلدية لا يتضمن أي حكم يحدد إستحقاق الناخبين الأجانب إلا أنه يجب على رئيس البلدية أو عضو المجلس يجب أن يكون مواطنا كنديا.
- مقاطعة أونتاريو:

قانون المساواة الأساسي المعدل لقانون حقوق  للسنة 1985 ألغى حق التصويت للمواطنين البريطانيين في الانتخابات البلدية وفي المدارس في أونتاريو في 1 يوليو 1988 كأخر أجل وفي هذه السنوات الثلاث ما هو مطلوب هو الحصول على الجنسية الكندية.

### تشيلي
حق التصويت مضمون في جميع الانتخابات بدون إستحقاق لجميع المقيمين بعد خمس سنوات من الإقامة، وتأكده المادة 14 من الدستور التشيلي 1980، من دون المعاملة بالمثل.
و في عام 2005، تم إضافة فقرة إلى المادة 14 وهي أن المتجنس التشيلي غير مؤهل حتى يصل إلى خمس سنوات من مرسوم تجنيسه. ومنذ اعتماد تشريع جديد في أوائل عام 2012، يتم تسجيل جميع الناخبين تلقائيا بمن فيهم الأجانب في آخر دائرة انتخابية سجل فيها.

### كولومبيا
في عام 1991، تم تعديل الدستور للسماح للأجانب بالتصويت في كولومبيا في الانتخابات المحلية، ولكن تم تعديل التشريعات الانتخابية في 31 يوليو 2006 فأصبح يوجد شرط الإقامة 5 سنوات ويجب أن يسجل الناخبين مع الجهات ذات العلاقة وأيضا فإن التصويت ليس إجباري.

### الولايات المتحدة
يختلف الحق في التصويت للأجانب في الولايات المتحدة من ولاية إلى ولاية أخرى علما وأن بداية النقاش في هذا الحق وتنفيذه وإلغائه في بعض الولايات قد بدأ منذ 1820.

### الأوروغواي
منذ سنة 1952، أصبح للأجانب الحق في التصويت بعد 15 عاما من الإقامة في الأوروغواي.

### فنزويلا
في فنزويلا، تم تمديد حق التصويت للأجانب في الانتخابات المحلية مع شرط الإقامة 10 سنوات في هذا البلد. وهذا الحق منصوص عليه في المادة 64 من دستور فنزويلا 1999، ولكن تم إدراجها قبل ذلك في عام 1983 بموجب تعديل دستور فنزويلا 1961.

### بوركينا فاسو
منذ عام 1993، كل أجنبي مقيم منذ 10 سنوات على أراضي الدولة يحق له التصويت في الانتخابات البلدية.

### الرأس الأخضر
منذ سنة 1997، كل المواطنين المنتمين إلى مجموعة البلدان المتحدثة بالبرتغالية لهم الحق في التصويت باستحقاق في الانتخابات المحلية.

### غينيا
منذ عام 1991، المقيمين الأجانب هم ناخبين على أساس المعاملة بالمثل مع بلدانهم الأصلية، ولكن مواطني غينيا بالتجنس لا ينتخبون باستحقاق على مدى السنوات 10 الأولى بعد مرسوم التجنس. وإن القانون الانتخابي الجديد ينص صراحة على أنه لا يمكن تسجيل المتجنسين على سجل الناخبين إلا بعد 5 سنوات من تجنسهم.

### مالاوي
يحق للأجانب التصويت في لكن بدون إستحقاق في الانتخابات البرلمانية مع شرط الإقامة مدة 7 سنوات قبل التسجيل في الانتخابات.

### المغرب
في 17 ديسمبر 2008، وبعد القمة المغربية الإسبانية، قال رئيس الوزراء المغربي عباس الفاسي أن حكومته «تدرس» إمكانية منح حق التصويت في الانتخابات البلدية للأجانب الذين يعيشون في المغرب، بتغيير عدة قوانين انتخابية، والحق في التصويت في الانتخابات البلدية يشمل، خصوصا، رعايا الدول الأعضاء الأخرى في الاتحاد الأوروبي.

وخلال الربيع العربي ظهرت عدة اصلاحات في المغرب من بينها إصدار دستور المغرب الجديد، الذي دخل حيز التنفيذ في يوليو 2011 وينص صراحة في المادة 30 على أن "يتمتع الأجانب بالحريات الأساسية المنصوص عليها للمواطنين المغاربة وفقا للقانون، وأولئك الذين يعيشون منهم في المغرب يمكن أن يشاركوا في الانتخابات المحلية بموجب القانون، بتطبيق الإتفاقيات الدولية أو بممارسات المعاملة بالمثل.

### كوريا الجنوبية
لدعم المطالبة بالتصويت للكوريين في اليابان، اقترح الرئيس كيم داي جونج في عام 1998 لمنح المقيمين الدائمين في كوريا الجنوبية حق التصويت في الانتخابات المحلية. وفي 31 مايو 2006 بدأت أول انتخابات محلية والتي شارك فيها المقيمين الدائمين وعددههم 6746 الذين حصلوا على هذا الحق منذ 3 سنوات على الأقل.

### اليابان
نظرا لظروف الأقلية الكورية في اليابان، والذين لا يملكون الجنسية بل هم من المواطنين اليابانيين من عدة أجيال، لذلك فالنقاش حول حقوق التصويت للأجانب أخذ حيز كبير من الوقت.

### الاتحاد الأوروبي
محكمة العدل الأوروبية تتعامل مع هذه القضية فيما يتعلق بانتخابات البرلمان الأوروبي، وسمحت المملكة المتحدة بمنح حق التصويت للأجانب المقيمين في البلاد والذين يحملون الجنسية البريطانية من دول الكومنولث.

### ألمانيا
قرار المحكمة الدستورية بعد الاعتماد في فبراير 1989 من قبل لاندتاغ من هامبورغ وشليسفيغ هولشتاين قد منعت حق الأجانب في التصويت على أساس المعاملة بالمثل في أي مبادرة إقليمية في عام 1990: الحق في التصويت للأجانب لا يتم سوى على المستوى الإتحادي، وفي الوقت نفسه، تخفيض حق التصويت إلى 16 عاما في الانتخابات البلدية يتم في أرض ساكسونيا السفلى، لأن «القانون يتعارض مع الجملة 2 من الفقرة الأولى من المادة 28 من القانون الأساسي، التي تنص على أنه في المناطق والبلديات يجب أن يكون الشعب ممثل من خلال الانتخابات. وفي المقاطعات والبلديات مفهوم الشعب يتضمن فقط الألمان المقيمين في البلدية»(الحكم الصادر في 31 أكتوبر 1990، قرارات المحكمة الدستورية الاتحادية 83، 37). وعلى سبيل المقارنة، في سويسرا والولايات المتحدة الحق في التصويت والترشح للانتخابات الأجانب موجود في الكيانات الفرعية الاتحادية.

استمرت عملية التنقيح وتعديل الدستور في كل ولاية لتعديل التشريعات لمنح لمواطني الاتحاد الأوروبي الحق في التصويت والترشح في الانتخابات المحلية والأوروبية والعملية دامت من 1995 إلى 1999.

### النمسا
ألغت المحكمة الدستورية في نهاية يونيو 2004 القانون الذي اعتمد في ديسمبر 2002 من قبل الجمعية الإتحادية في فيينا الممنوحة للأجانب الذين يعيشون لأكثر من 5 سنوات في النمسا ودفع الضرائب المحلية في انتخابات مجلس فيينا. نظريا، فإن الدستور يترك للولايات الفرصة لتوسيع قاعدتها الانتخابية، على سبيل المثال عن طريق خفض سن الحصول إلى ستة عشر للوصول إلى صناديق الاقتراع. الأجانب في فيينا على حد السواء مع مواطني الاتحاد الأوروبي لم يكن لديهم الحق في التصويت والترشح في الانتخابات البلدية، ولكن يجوز لهم أن يمارسو هذه الحقوق لانتخاب أعضاء مجالس المنطقة الذي عقدت فيه اليوم نفسه. ولكن الآن يدرس موضوع إعطاء حق الانتخاب للأجانب.

### بلجيكا
مواطني الاتحاد الأوروبي لهم الحق في التصويت والترشح في الانتخابات البلدية والأوروبية دون أي شروط عن مدة الإقامة على حساب البلجيكيين، ورعايا الدول الأخرى لهم الحق في التصويت بعد 5 سنوات من الإقامة القانونية، ولكن بدون إستحقاق. يجب على مواطني الاتحاد الأوروبي التسجيل في القوائم الانتخابية من أجل التصويت، في حين أن التسجيل تلقائي للبلجيكيين. هذا الاختلاف يرجع إلى للالتزام القانوني للتصويت بالقوة: ففي بلجيكا لا يمكن إجبار رعايا الدول الأخرى على التصويت. ولكن لو سجل مرة واحدة على القوائم الانتخابية فيصبح المقيمين الأجانب ملزمين في التصويت. بالإضافة إلى تسجيل الناخبين، يجب على رعايا البلدان التوقيع على وثيقة على احترام الدستور وقوانين بلجيكا والاتفاقية الأوروبية لحقوق الإنسان. وقد تم فرض هذا الالتزام من قبل حركة الإصلاح (حزب الأحرار).

### بلغاريا
في مايو 2005، وضعت الحكومة مشروع قانون ينص على الحق في التصويت والترشح لسكان الاتحاد الأوروبي، وتم تطبيقها منذ الانتخابات البلدية 2007.

### قبرص
لمواطني الاتحاد الأوروبي الحق في التصويت والترشح في الانتخابات البلدية والأوروبية.

### الدنمارك
مواطني الاتحاد الشمالي لجوازات السفر في عام 1977 حصلوا على الحق في التصويت والترشح في الانتخابات للمجالس البلدية والمقاطعات، مع شرط الإقامة 3 سنوات. تم تمديد هذه الحقوق لجميع المقيمين الأجانب في عام 1981 ومنذ مارس 1995 (بدأ تطبيق في البلدية 1997) أصبح مواطني الاتحاد الأوروبي الحق في التصويت والترشح في الانتخابات البلدية، والمقاطعات الأوروبية دون شرط آخر سوى الدنمركيين عليهم شرط الإقامة.

### إسبانيا
المادة 13 من دستور إسبانيا 1978 ينص على الحق في التصويت والترشح في الانتخابات البلدية للمقيمين الأجانب الذين يخضعون لمعاهدة المعاملة بالمثل. حاليا، فقط الدول الأعضاء في الاتحاد الأوروبي والنرويج (معاهدة صادقت في عام 1990) هم المعنيين. ومع ذلك، تم توقيع معاهدات مع دول عدة للمعاملة بالمثل في أمريكا اللاتينية (الأرجنتين في عام 1988، وتشيلي في عام 1990، وأوروغواي في عام 1992 وكولومبيا وفنزويلا).

هناك حملة نقابية لتمديد حقوق التصويت المحلية على أساس الإقامة وليس على حسب الجنسية منذ عدة سنوات.

اعتمد القرار في أغسطس 2006 من قبل البرلمان الإسباني من الاشتراكيين والشيوعيين مع أحزاب المعارضة الكاتلونية، ويطالبون الحكومة على التصديق في أسرع وقت لتجعل من الممكن التصويت للأجانب في الانتخابات البلدية 27 مايو 2007.

### إستونيا
منذ عام 1993، أصبح لجميع المقيمين الأجانب الحق في التصويت، ولكن ليس باستحقاق للانتخابات البلدية. مواطني الاتحاد الأوروبي أصبحوا يصوتون باستحقاق في إستونيا من 2004.

الحق في التصويت والإستحقاق به للمقيمين من بلدان الاتحاد الأوروبي الأخرى قد نص عليه في قانون الانتخابات البرلمانية الأوروبية التي أعتمدت في 18 ديسمبر 2002.

### فنلندا
لجميع المقيمين الأجانب الحق في التصويت والترشح في الانتخابات البلدية منذ عام 1996، ومواطني الدول الأعضاء في الاتحاد الأوروبي وآيسلندا والنرويج يجب عليهم أن يقيموا 51 يوم قبل الانتخابات، والبقية عليهم الإقامة 2 سنوات قبل الانتخابات.

### فرنسا
لمواطني الاتحاد الأوروبي الحق في التصويت والإستحقاق به في الانتخابات البلدية والأوروبية (توجيه المجلس 94/80/الاتحاد الأوروبي من 19 ديسمبر 1994 واضع الإجرءات لممارسة حقوق التصويت والإستحقاق به في الانتخابات البلدية من قبل المواطنين في الاتحاد المقيمين في إحدى الدول الأعضاء الذين ليسوا من رعاياها، نقلت إلى القانون وطني من قبل القانون الأساسي رقم°98-404 من 25 مايو 1998 الذي يحدد شروط تطبيق المادة 88-3 من الدستور على ممارسة مواطني الاتحاد الذين يقيمون في فرنسا غير المواطنين الفرنسيين الحق في التصويت والإستحقاق به في الانتخابات البلدية)، رعايا الدول الأعضاء في المجتمع الفرنسي يتمتعون بنفس الحقوق المدنية والسياسية في كل من دول الاتحاد الأوروبي.

منذ عام 1981، أصبح يوجد مناظرة بين اليسار واليمين حول الحق في التصويت والإستحقاق به للأجانب المقيمين (غير الأوروبيين) في الانتخابات البلدية. كانت هذه النقطة جزء من 110 مقترح لمرشح الاشتراكية فرنسوا ميتيران، الذي لم يدلِ بصوته في الانتخابات في عهد رئاسته. عكس نيكولا ساركوزي، الذي وضعها من أولوياته الشخصية في الاتحاد من أجل حركة شعبية.و بعد انتصار فرانسوا أولاند في الانتخابات الرئاسية الفرنسية 2012، تم إحياء هذا الاقتراح ولاعتماده في عام 2013، على الرغم من أن غالبية اليسار (5/3) إلى البرلمان لا يوافقون هذا الاقتراح.

### اليونان
لمواطني الاتحاد الأوروبي الحق في التصويت والإستحقاق به في الانتخابات البلدية والأوروبية. وتم منح مواطني البلدان الحق في التصويت والإستحقاق به للانتخابات المحلية في شهر نوفمبر 2010، ولكن الظروف كانت صارمة للغاية في المناطق الإدارية ففقط 762 12 من المقيمين الأجانب من خارج الاتحاد الأوروبي من أصل 250 266 تم تسجيلهم في القوئم الانتخابية.

### هنغاريا
لمواطني الاتحاد الأوروبي الحق في التصويت والإستحقاق به في الانتخابات البلدية والأوروبية.

### إيطاليا
مرسوم قانون 12 نيسان 1996، رقم 197، ""تنفيذ التوجيه 94/80/الاتحاد الأوروبي بشأن طريقة ممارسة الحق في التصويت والترشح في الانتخابات البلدية من قبل المواطنين في الاتحاد الأوروبي المقيمين في إحدى الدول الأعضاء."" والذي يسمح لمواطني الاتحاد الأوروبي بالتسجيل في القوائم الانتخابية والتصويت أو الانتخاب في المجالس البلدية والأوروبية.

في عام 1997، حكومة الرئيس رومانو برودي أرادت منح حقوق التصويت للأجانب الذين هم من خارج الاتحاد الأوروبي، وهذه النقطة كانت جزء من المواد 173 من قانون الهجرة، ولكن كان لا بد من إزالتها من القانون في 27 سبتمبر 1997 بعد إغلاق لجنة الشؤون الدستورية.

و قال وزير الداخلية روبرتو ماروني في 30 يناير 2009 أن «الدستور يقول أن الحق في التصويت في هذا البلد هو للمواطنين الإيطاليين والأوروبيين وليس غيرهم، إذا كنا نريد غير هذا يمكننا تغيير الدستور». هذا الموقف يلي عددا من القرارات الصادرة من المجالس البلدية والمحلية لصالح تمديد حق التصويت لغير المقيمين من الاتحاد الأوروبي.

### لاتفيا
لمواطني الاتحاد الأوروبي الحق في التصويت والإستحقاق به في الانتخابات البلدية والأوروبية.

### لتوانيا
لمواطني الاتحاد الأوروبي الحق في التصويت والإستحقاق به في الانتخابات البلدية والأوروبية.

### لوكسمبورغ
تم منح مواطني الاتحاد الأوروبي حق التصويت في الانتخابات البلدية بعد معاهدة ماستريخت، ولكن مع ظروف أكثر تقييدا من الدول الأعضاء الأخرى لمتوسط نسبتهم تتجاوز 20٪. في عام 2003، تم تمديد هذا الحق لمواطني الدول الأخرى والمطلوب هو الإقامة 5 سنوات ثم التسجيل في الانتخابات، في حين يتم تسجيل مواطني لوكسمبورغ تلقائيا شرط الإقامة ولكن فقط مواطني الاتحاد الأوروبي هم وحدهم لديهم الإستحقاق بالانتخاب.

لتسجيل مواطني الاتحاد الأوروبي في الانتخابات الأوروبية يشترط أن يقيموا مدة عامين.

### مالطا
منذ عام 1993، مواطني المملكة المتحدة المقيمين في مالطا لديهم نفس الحق في التصويت والإستحقاق به في انتخابات المجالس المحلية والإقليمية كالمواطنين المالطيين. وفي نوفمبر 2003، تم تعديل التشريعات للسماح بالحق في التصويت والإستحقاق به لجميع مواطني الاتحاد الأوروبي في الانتخابات المحلية والأوروبية. كما أن مالطا قد صادقت على اتفاقية مشاركة الأجانب في الحياة العامة في المجلس المحلي لأوروبا.

### هولندا
كما هو الحال في بقية بلدان الاتحاد الأوروبي، لمواطني الاتحاد الحق في التصويت والإستحقاق به في الانتخابات المحلية والأوروبية.
و كان لجميع الأجانب، بما في ذلك الذين من خارج الاتحاد الأوروبي الحق في التصويت والإستحقاق به في الانتخابات المحلية منذ عام 1986، وكانت هولندا الرائدة في هذا المجال مع الدول الإسكندنافية.

الاجانب ينفذون الشروط تلقائيا (5 سنوات لمن هم من خارج الاتحاد الأوروبي، وليس للبقية) للانتخابات، بينما لا يوجد أي شرطيقيد المواطنين الهولنديين في الانتخابات في بلدهم.

### بولندا
لمواطني الاتحاد الأوروبي الحق في التصويت والإستحقاق به في الانتخابات البلدية والأوروبية.

### البرتغال
في عام 1971، البرتغال مواطني البرازيل الحق في التصويت والإستحقاق به في الانتخابات البلدية في البرتغال مع شرط الإقامة لمدة 2 سنوات للتصويت و 4 للاستحقاق به، وفي 1982، تم توسيع هذا الإجراء لسكان الرأس الأخضر تحت معاهدة المعاملة بالمثل بين الدول الناطقة بالبرتغالية.

و في عام 1997، ومرة أخرى بسبب المعاملة بالمثل، أصبح لسكان البيرو والأوروغواي، الحق في التصويت مع شرط الإقامة لمدة 2 سنوات للتصويت و 5 للاستحقاق به، ودون استحقاق به لكل من الأرجنتين، وتشيلي، وإستونيا، وإسرائيل والنرويج، وفنزويلا.

ومع ذلك، تم تخفيض القائمة الجديدة الرسمية التي نشرت في عام 2005 للبلدان التي يتمتع مواطنيها بالمعاملة بالمثل وهم:
- حق التصويت: دول الاتحاد الأوروبي (بما في ذلك استونيا التي انضممت بعد ذلك)، والبرازيل والرأس الأخضر، والنرويج، وأوروغواي، وفنزويلا وشيلي والأرجنتين، بالإضافة إلى أيسلندا، ولكن ليس إسرائيل أو بيرو.
- الإستحقاق به: دول الاتحاد الأوروبي والبرازيل والرأس الأخضر، ولكن ليس البيرو أو أوروغواي.

بعض البرازيليين الذين هم في وضع خاص (چيدادãوس براسيلييروس كوم يستاتوتو من أجل المساواة خاص من السياسيين ضيرييتوس) يحق لهم التصويت، ولكن ليس بإستحقاق في الانتخابات التشريعية والبلدية.

في مايو 2007، تحدث المفوض السامي للهجرة والأقليات الإثنية علنا لإلغاء شرط المعاملة بالمثل لصالح حق المقيمين الأجانب في التصويت في جميع الانتخابات، بما في ذلك الانتخابات التشريعية والرئاسية، كما يستثنى هذا الشرط نصف المقيمين الأجانب.

### رومانيا
لمواطني الاتحاد الأوروبي الحق في التصويت والإستحقاق به في الانتخابات البلدية والأوروبية.

### المملكة المتحدة
رعايا دول الكومنولث وجمهورية أيرلندا، دون المعاملة بالمثل، لهم نفس الحقوق في التصويت الإستحقاق به كالبريطانيين، بما في ذلك انتخابات البرلمان الأوروبي. لم تعلق هذه الحقوق عندما تم استبعاد بعض البلدان (باكستان، فيجي) بعد الانقلابات الحاصلة فيها من الكومنولث، وتعتبر الجمعيات الإقليمية (اسكتلندا، ويلز، أيرلندا الشمالية)في المملكة المتحدة مجالس محلية ويجب عليهم التسجيل في اللوائح الانتخابية. وفي انتخابات الجمعية النيابية في أيرلندا الشمالية في مارس 2007، سجل أكثر من 6200 من سكان أوروبا خاصة من بولندا أساسا وليتوانيا ورومانيا في هذه الانتخابات.

### سلوفاكيا
لمواطني الاتحاد الأوروبي الحق في التصويت والإستحقاق به في الانتخابات البلدية والأوروبية.

### سلوفينيا
الحق في التصويت والإستحقاق به للمقيمين من دولة أخرى في الاتحاد الأوروبي ينص عليه في قانون انتخاب النواب السلوفينيين في البرلمان الأوروبي المتخذ في 25 أكتوبر 2002.

### التشيك
الحق في التصويت والإستحقاق به للمقيمين من دولة أخرى في الاتحاد الأوروبي ينص عليه في قانون في البرلمان الأوروبي المتخذ في 3 فبراير 2003.

### بيلاروسيا
هناك اتفاق متبادل مع روسيا بشأن الحق في التصويت والإستحقاق به للمواطنين من كلا البلدين في أراضي كل منها.

### إيسلندا
منحت الحق في التصويت والإستحقاق به في الانتخابات البلدية في عام 1986 لسكان البلدان الأعضاء في الاتحاد الشمالي لجوازات السفر شرط الإقامة لمدة 3 سنوات. تم تمديد هذه الحقوق في عام 2002 لجميع المقيمين الأجانب مع شرط الإقامة 5 سنوات.

### موناكو
دستور موناكو 1962 يحتفظ بالحق في التصويت إلا لموناكو كمواضيع لانتخاب البرلمان أو المجلس الوطني (المادة 53) لمجلس البلدية (المادة 79).

### النرويج
منذ عام 1982، يمكن للأجنبي المقيم 3 سنوات على الأقل التصويت في الانتخابات المحلية (البلديات والمقاطعات)، وأما رعايا الاتحاد الشمالي لجوازات السفر يجب أن يكونوا مسجلين في موعد لا يتجاوز 30 يونيو من عام الانتخابات.

### روسيا
هناك اتفاق متبادل مع بيلاروسيا بشأن الحق في التصويت والإستحقاق به للمواطنين من كلا البلدين في أراضي كل منها.

### سويسرا
بما أن سويسرا هي بلد فدرالي فهي تمنح كل مقاطعة الحرية في اختيار إعطاء حق الانتخاب للفدراليات ومنها من يقبل ومن منها من بصدد دراسة الموضوع ولكن بشرط الإقامة.

### تركيا
كجزء من التزام التشريعات التركية بهدف عضوية محتملة في الاتحاد الأوروبي، ينبغي تطبيق معاهدة ماستريخت. فمنذ عام 1997، أكد مؤتمر السلطات المحلية والإقليمية لأوروبا في هذا الصدد أن «تركيا يمكن أن تسهم في تعزيز العلاقات، وعلى أساس المعاملة بالمثل، والحقوق الديمقراطية للمهاجرين الأتراك في البلدان الأوروبية الأخرى».

### أستراليا
- ولاية نورفولك:

نورفولك في البداية ينحدر سكانها من متمردي جزر بيتكيرن، لذا فهم يعترفون بالحق في التصويت الإستحقاق به في البرلمان المحلي لأي شخص يعيش على الجزيرة 2.5 سنة، دون قيد أو شرط الجنسية أو المعاملة بالمثل، وعملية تسجيل الناخبين إلزامية لكل مقيم، وكذلك التصويت. حتى منتصف الثمانينات، خصصت هذه الحقوق لأصحاب الجنسية الأسترالية أو البريطانية (الرعايا البريطانيين). وقدم شرط 2.5 سنة لأنه يراعي القادمين الجدد.
و كانت الحكومة الأسترالية تحاول إجبار نورفولك عام 1990 إلى الخضوع إلى التشريعات الأسترالية في هذا المجال، ويرجع ذلك إلى أن الأستراليين الذين يأتون إلى نورفولك يكون لهم الحق في التصويت في نهاية هذه سنتين ونصف السنة في حين أن الأجانب لديهم مدة أطول معمول بها، وأثار تدخل «الكومنولث» ردود فعل محلية قوية.

### نيوزيلندا
في نيوزيلندا يعترف بالحق في التصويت في جميع الانتخابات لجميع الأشخاص الأجانب المقيمين الذين أعمارهم فوق 18 والذين أقاموا لمدة سنة قبل الالتحاق في السجل الانتخابي، إذا كنت مواطن نيوزيلندي المهم يجب أن تكون «مقيم دائم» (طبقا للأقسام 72 إلى 74 من قانون الانتخابات 1993)، وهذا يعني وجود تصريح الإقامة يعطي الحق لأجل غير مسمى في نيوزيلندا، لذلك لا يخضع لتصريح دراسة أو زائر. وللانتخابات المحلية يجب أن يكون الأجنبي مقيما في قرية شهر واحد قبل التسجيل.